# Lókúti-alagút
A Lókúti-alagút egy magyarországi vasúti alagút a 11-es számú Győr-Veszprém vasútvonalon.
Nevét a mára már megszűnt Lókút megállóhelyről kapta.

## Története
Az alagút építése 1895-ben kezdődött meg, és 1896-ban fejeződött be.
Mióta Lókút megállóhely 1978-ban megszűnt, az alagutat Eplényi-alagútként is emlegetik – annál is inkább teljes joggal, mert Eplény és Olaszfalu határvidékén húzódik, nagyobbrészt az előbbi település közigazgatási területén, nem messze a 82-es főúttól.
Az alagút ma jó állapotú, a vonatok 60 km/h-s sebességgel haladhatnak át rajta.

## Elhelyezkedése
Az alagút Zirc vasútállomás és Eplény vasútállomás között helyezkedik el.